# Fiat 500 Topolino
Fiat 500, popularno imenovan Topolino, je eden prvih osebnih avtomobilov razreda Supermini italijanskega proizvajalca Fiat. 

## Poimenovanje
Pri Fiatu so model, v skladu s prostornino motorja, poimenovali za tip 500 (cinquecento), vendar so imenu tega priljubljenega modela avtomobila Italijani kmalu dodali nadimek »Topolino« (mišek), kar je tudi italijansko ime za Miki Miško.

## Zgodovina in značilnosti
Fiat 500 Topolino je bil v času proizvodnje eden najmanjših avtomobilov na svetu. Model je bil v proizvodnjo uveden leta 1936, do leta 1955 so ga izdelovali v treh različicah, vse zgolj z manjšimi mehanskimi in kozmetičnimi spremembami. Opremljen je bil s 569-kubičnim štirivaljnim motorjem s stranskimi ventili in vodnim hlajenjem, nameščenim pred sprednjo osjo (kasneje z motorjem z visečimi ventili). Hladilnik je bil nameščen za motorjem, kar je omogočilo znižan aerodinamični nosni profil v času, ko so imeli konkurenčni modeli ravno, skoraj navpično rešetko. Oblika sprednjega dela avtomobila je omogočala izjemno preglednost v smeri vožnje.
Mali avtomobil je bil zasnovan na šasiji s prečnikom v obliki črke X, s posamično obešenimi kolesi. Sprva so bile za zadnje vzmetenje uporabljane četrt eliptične listnate vzmeti, vendar so kupci pogosto stlačili štiri ali pet ljudi v nominalno dvosedežni avto, pri poznejših modelih pa je bilo podvozje zadaj podaljšano, da je omogočilo bolj robustne poleliptične vzmeti.
Z močjo motorja 13 KM je bila najvišja hitrost modela približno 85 km/h, poraba goriva pa je znašala okoli 6 litrov na prevoženih 100 km. Ciljna cena, navedena ob načrtovanju avtomobila, je bila 5.000 lir, dejanska prodajna cena pa 9.750 lir, zaradi padajočih cen na trgu pa je bil Topolino v tridesetih letih dvajsetega stoletja prodajan za približno 8.900 lir. Kljub temu, da je bil avto dražji, kot je bilo sprva predvideno, je imel dokaj konkurenčno ceno. Prodanih je bilo skoraj 520.000 vozil tega modela.

### Različice
Model so izdelovali v treh različicah. Različici A in B sta imela enako karoserijo, vendar je imel motor različice B 16 KM, v primerjavi z različico A, ki je imela motor s 13 KM. Različico A so izdelovali od leta 1937 do 1948, medtem ko so različico B izdelovali v letih 1948 in 1949. Različica A je bila na voljo kot 2-vratna limuzina, 2-vratna kabriolet limuzina (limuzina z zložljivo streho) in 2-vratni kombi, medtem ko so različico B oblikovali tudi 3-vratni karavan, pod imenom 500 B Giardiniera.
Giardiniera je bila na začetku na voljo samo kot t.i. »woodie«, z zunanjim okvirjem iz jesena namesto jeklene pločevine in je bila na voljo v sedmih kovinskih barvah. Ko so različico kasneje preimenovali v Belvedere, so les zamenjali s kovino. To različico in običajno dvosedežno kabriolet-limuzino so prav tako izdelovali v Franciji pri Simci, kot Simca 5 in v Nemčiji pri Fiatovi podružnici NSU-Fiat.
Model C je bil predstavljen leta 1949 s prenovljeno karoserijo in enakim motorjem kot model B, na voljo pa je bil kot dvovratna limuzina, 2-vratni kabriolet limuzina, 3-vratni karavan in 2-vratni kombi. Leta 1952 so Giardiniero preimenovali v Belvedere, kar se je nanašalo na njeno sončno streho. Model C so izdelovali do leta 1955.

## Galerija
- Fiat 500 A limuzina 1939
- Fiat 500 A kabriolet limuzina 1939
- Fiat 500 B kombi
- Fiat 500 C limuzina 1949
- Fiat 500 C kabriolet limuzina 1954
- Fiat 500 C Giardiniera
- Fiat 500 C Belvedere
- Simca 5

### Zaključek proizvodnje
Leta 1955 je Fiat lansiral tehnološko novejši Fiat 600 s pogonom na zadnja kolesa, ki je postal oblikovna osnova tudi za dve leti kasnejši novi Fiat 500, Fiat 500 Nuova. Ta dva modela sta na proizvodnih linijah zamenjala Topolino.